# برمید لانتان (III)
برمید لانتان(III) (به انگلیسی: Lanthanum(III) bromide) با فرمول شیمیایی LaBr۳ یک ترکیب شیمیایی با شناسه پاب‌کم ۸۳۵۶۳ است. که جرم مولی آن 378.62 g/mol (anhydrous) می‌باشد. شکل ظاهری این ترکیب، جامد سفید است.